# انتخابات المجلس التشريعي في عدن 1959
أجريت انتخابات المجلس التشريعي في مستعمرة عدن في 4 يناير 1959.

## خلفية
في الانتخابات السابقة عام 1955، تم انتخاب أربعة فقط من مقاعد المجلس البالغ عددها 18 مقعدًا. وقد تم رفع هذا العدد إلى 12 مقعدًا منتخبًا في مجلس موسع يضم 23 عضوًا. تم تقسيم المستعمرة إلى خمس دوائر انتخابية، كل منها ينتخب عضوين أو ثلاثة أعضاء. أدت القيود المفروضة على حق الاقتراع إلى تسجيل 21500 شخص فقط للتصويت من عدد سكان يبلغ 180 ألفًا. ومن بين الأعضاء الأحد عشر المتبقين في المجلس، كان هناك خمسة بحكم مناصبهم وستة من المرشحين. خمسة من الأعضاء (ثلاثة منهم على الأقل يجب أن يكونوا أعضاءً منتخبين) سيعينهم الحاكم «أعضاءً مسؤولين»، وسيكونون مسؤولين عن الإدارات الحكومية.
تنافس في الانتخابات ما مجموعه 31 مرشحًا،  مع ما بين خمسة إلى سبعة في كل دائرة انتخابية.

## النتائج
ومن بين الأعضاء المنتخبين الإثني عشر تسعة من العرب اليمنيين واثنان من الصوماليين وواحد هندي. ووصفوا جميعهم بأنهم «كبار السن، مؤيدون لبريطانيا وأثرياء».
تم الإدلاء بـ 6000 صوت فقط، بعد دعوات للمقاطعة من قبل مؤتمر نقابات عدن، مع مشاركة الناخبين بنسبة 27 ٪ فقط. تراوحت نسبة المشاركة من 43٪ في كريتر إلى 15٪ في الشيخ عثمان - عدن الصغرى.

### الأعضاء المنتخبون
المرشحون الفائزون كانوا جميعهم من المستقلين وحصلوا على ما بين 902 و207 صوت:
- السعيدي (902 أصوات)
- كوداباكس خان (854 صوتًا)
- بيومي (704 أصوات)
- سالولي (663 صوتًا)
- علي لقمان (637 صوتاً)
- سعيدي حسين (580 صوتًا)
- عبد الله بن صوالا (567 صوتًا)
- ك. جوشي (543 صوتًا)
- علي ملحي (521 صوتاً)
- مكتري (440 صوتًا)
- الحسيني (368 صوتًا)
- مصطفى عبد الله (207 صوتًا)

## بعد الانتخابات
على الرغم من الطبيعة المؤيدة لبريطانيا للأعضاء المنتخبين، وافق المجلس بفارق ضئيل فقط على الانضمام إلى اتحاد الجنوب العربي.